# N872 (België)
De N872 is een gewestweg in de Belgische provincie Luxemburg. Deze weg vormt de verbinding tussen Athus en de Luxemburgse grens. Ter hoogte van de toerit naar de N830 E44 loopt de grens dwars door het midden van de weg. Vanaf de grens loopt de weg verder als de N5c naar Rodange.
De totale lengte van de N872 bedraagt ongeveer 1 kilometer.